# わざぼー
「わざぼー」は、曽山一寿によるギャグ漫画作品の題名および、その続編を含む漫画作品シリーズの総称、また作中に登場するアイテムの名前である。雑誌『コロコロイチバン!』（小学館）にて、シリーズ通じて2005年5月号から2015年3月号まで連載した。単行本は『わざぼー』全6巻、続編『わざぼー最終章　わざぐぅ!』全6巻。

## 概要
「わざぼー」シリーズは『わざぼー』『わざぼー最終章（ファイナルチャプター）　わざぐぅ!』（略『わざぐぅ!』）から成り、それぞれが別の主人公の物語である。ただし2作目は“わざぼー最終章”の位置づけで、両作品は一貫した1つの物語（作品世界における巨悪・わざ武王を打ち破る物語）を描く。また、主人公が村長に連れてこられた山で技の名前を叫べばそのとおりの技がでるアイテムを使ってバトルを繰り広げるという趣旨も共通する。
掲載誌『コロコロイチバン！』の創刊とともに連載を開始し、兄弟誌（『月刊コロコロコミック』）の看板作品『絶体絶命でんぢゃらすじーさん』（略『じーさん』）の作者・曽山一寿による長編ストーリー漫画として大々的に扱われた。2011年6月号より雑誌が月刊コロコロコミックの増刊号から『月刊コロコロイチバン！』として独立創刊される際にも題名を『わざぼー最終章　わざぐぅ!』に改めて継続。シリーズを通じて約10年間の連載で雑誌『コロコロイチバン!』が月刊誌として軌道に乗るまでを創刊から支えた。いずれの作品もDVD、玩具などの雑誌付録を多く展開したほか、ターゲット層が重なる同出版社の他誌へ特別編を掲載し、雑誌がタイアップしているゲームや玩具にキャラクターが使用された。また、作者が同じ『じーさん』とは何度もコラボレーションしている（→目次：付録と掲載誌以外での展開）。

### 各作品のあらすじ
『わざぼー』　連載期間　2005年5月号－2011年5月号　
主人公は技々みみみ。不思議な棒・わざぼーを持つ。戦うのが大好きなみみみは村長から山の頂上でたからを守る番人に任命され、やってくる敵とのバトルに明け暮れる。みみみは戦いの中で敵の目的を知り、ライバルとの出会いと別れを経験する。「だれにも消えてほしくない」と願い、すべてを支配しようとする悪の大ボス・わざ武王に立ち向かう。
『わざぼー最終章　わざぐぅ!』　連載期間　2011年6月号－2015年3月号
主人公は技々ももタロー。不思議なグローブ・わざぐぅで戦う。世界一強くてかっちょいい男になるため、村長に連れてこられた山の中で行われている闘技大会「戦いの崖（バトルクリフ）」に挑む。自身が目標をもつきっかけとなったチャンピオンがいる頂上を目指して、試合を勝ち進んでいくが、大会の背後にある野望が影を落とす。「最強」を証明するために、ももタローは諸悪の根源・わざ武王の打倒に向けて立ち上がる。

### アイテム「わざぼー」
技の名前を適当に叫べばその通りの技が出る不思議な棒。攻撃する際は相手の体のどこかにわざぼーを押し当てなければならない、そのため、複数の敵に弱いという弱点を持つが、4巻にてみみみが複数の敵をわざぼーで一度に倒すという描写が存在する。また、持ち主が発した技名をわざぼーが聞き取り初めて技が発動する為騒音の中など聞き取り辛い環境でわざぼーが持ち主の声を拾えなかった場合も発動しないなど数多くのルールが存在する。敵に押し当て技を唱えるだけでなく、自分自身に当て発した技名によれば空を飛んだり変身する事も可能。作中では兵器と呼ばれることもある。声の大きさで威力が変わる。
棒の部分は打撃攻撃ができる程の強度はあるがぼー自身で強度を変える事ができるらしくわざぼーやわざこが棒部分を伸縮しているシーンがある。技の名前を叫ぶだけでどのような技でも攻撃可能だが、相手の身体に押し当てなければ発動しない為、わざぼー使いは最低でもわざぼー一本分相手との間合いを詰める必要がある為わざぼー使いにもそれなりに戦闘能力が求められる。
作中でもみみみは一族で一番ケンカが強かったと自負しており、むむもわざぼー能力に頼らず一対多数の戦いで棒術のみで相手を叩きのめし、めんめんは目にも留まらぬ素早さで戦い、技神まーは、みみみをわざぼー無しで倒している。
また、わざぼー使いは玉を装備しており、敵と戦い勝利する事により玉が成長する。
すべてのわざぼーを作ったのは、わざ武王である。

## 『わざぼー』のキャラクター
声は付録DVDのもの。
技々 みみみ（わざわざ みみみ）声：水野愛日
わざぼー使いの少女。相棒はわざぼー。髪飾りに赤い玉がついている。
とつぜん村長から山の上でたからを守る番人の役目をいいつけられたが、やってくる敵との戦いは満更でもなく、バトルが大好き。相手と向き合うと土壇場で頭が冴えわたり、わざぼーを使ったフレキシブルな戦法をとる。そのやりようはわざぼーから「ずるがしこい」と評される。一方で、死んだ母親を生き返らせたいというチャオチャオや、風邪でダウンしているシッポウなど、敵の事情によっては気遣うこともある。戦いにかける相手への期待は大きく、同じわざぼー使い同士である技風むむ、技星めんめんとは激闘を交わしたことで友好的な絆を深めるが、「だれかのチカラをかりてイチバンになる」と言った技神まーには幻滅した。まーが仕掛ける邪悪な戦いにより消されたライバルたちへの悲しみから「だれにも消えてほしくない」と願うようになったみみみは、わざ武王との最終決戦の果てに崩落しようとする暗黒ま城で、生きる展望を捨てて道連れに誘おうとする技神まーに救いの手を差し伸べるも、共に瓦礫に飲まれてしまった。
単行本1巻のカバー裏の紹介によると“おでんが大好物で、一週間続けて食べられたら死んでもいいと言ったことがある。燃えるゴミの日と燃えないゴミの日をよく間違える。じゃんけんをすると8割の確率でチョキを出してしまう。特技はカラオケだが、お世辞にも上手いとはいえないらしい。字が汚いので、カタカナの「ツ」と「シ」の描き分けが苦手。10歳までソーセージを焼肉だと思っていた。バックドロップで村長を泣かせてしまったことがある。”という。
続編『わざぐぅ！』では、経緯は不明だが暗黒ま城の崩壊を生き延び、戦いの崖(バトルクリフ)のチャンピオンとして君臨しており、弟のももタローが戦いの崖の頂上に辿り着いた事で、最後の戦いを開始。途中までは本気の姉弟喧嘩として戦うも、技神まーの不意討ちを喰らってしまい、更にはわざ武王も復活してしまう。しかし、ももタローにわざぼーとわざぐぅを合体させた「わざぼーぐぅ」を作ることを提案し、ももタローに「戦いの崖」を登らせたのは「わざぼーぐぅ」を完成させるべくももタローを自身と同等にまで成長させることが目的であったことも明かした。
最終決戦を終えた3年後には普通の高校生として生活を送るようになったが、わざぼー自体は健在であり、ももタローとは日々騒がしい毎日を過ごしている。
わざぼー
声：森圭輔
使い手は技々みみみ。顔は黄緑色で、目は左右で違う方向を向いている。表情の変化はあまりなく、しゃべるときも口が開かない。年齢は、みみみよりは上らしく、戦いのときに勝つためのヒントをみみみに与えたりすることもあるが、みみみにわざぼー使いとしてのさらなる成長を願っており、決して技名などを具体的には言わない。
村長（そんちょう）声：津田健次郎
お面を被った謎の人物。突如たからを守るようみみみに命じる。「クソお面村長」と呼ばれている。
続編『わざぐぅ！』では、みみみの弟であるももタローにわざぐぅを授け、そのままももタローが挑戦する戦いの崖（バトルクリフ）の入口へ彼を蹴り飛ばし無理矢理入れさせた。

### わざぼー使い
技風 むむ（わざかぜ むむ）
わざぼー使いの少年。相棒はわざこ。帯の正面側に青い玉がついている。
わざ武王の手下としてみみみの前に立ちはだかり、彼女にはじめての敗北を味わわせた。第1部では、わざ武王の真の目的に勘付き、みみみ討伐の指示に従わず裏切る気配を見せたことがその逆鱗に触れて氷漬けにされてしまった。幼い頃に黒マント姿の人物から渡されたわざぼーの力に魅入られて、黒マントの言いなりになりながら同じ一族であるみみみと共に数々の村を滅ぼしてきた、という忘れていた過去を氷の中で「悪夢の記憶」として見せられた。そのため疑心暗鬼に陥るが、救出に来たみみみが血を流す姿に気づき迷いと氷を打開。わざ武王と手を切り、彼女と協力してこれを撃破した。以来、第2部でも何かとみみみを気にかけている。初対面の技星めんめんを警戒していたが「技々みみみのチカラになってほしい」の言葉を受けて打ちとける場面もあった。それでも、ゴルデンとの一騎打ちで窮地に追い込まれ戦う理由を「仲間のためか」と詰られた際には「オレのためだ」と啖呵を切っている。物語の終盤、復活しつつあるわざ武王の触手からみみみを庇って倒れる。
名前に「風」のはいった技をよく使う。単行本（3巻）カバー裏の紹介文いわく、“キュウリが苦手でぞうきんがけにはかなりうるさい。新幹線の切符の買い方がよくわからない。ようか（8日）と、はつか（20日）をよく間違えてしまう。ビデオの予約を3回に１回失敗する。彼の作る肉じゃがは絶品であり、「お前は主婦か！」とよく言われるらしい。ゴリラの物まねがとても上手いらしいが、だれも見たことはない。”
続編『わざぐぅ！』では、鼻眼鏡にマント姿の技風むむらしき人物が「Mr.シタキリ」の名で登場。戦いの崖の成績上位8名に選ばれ、戦いの崖最終トーナメントの第6試合（準決勝第4試合）で裏血まタローと当たるはずだったが、洋式トイレの便器にはまって抜け出せず不戦敗となっている。最終決戦を終えた3年後には地球の高校に入学。メガネをかけて本を読む姿が描かれた。
わざこ
使い手は技風むむで、技風むむの一番の理解者。女性のわざぼー。顔はピンク色で、みみみいわく「キモイ」容姿を持っている。表情の変化はあまりない。わざぼーが口を開かないのに対し、こちらの口は常に開いている。また、むむの物にはじめてなった際には顔はなかった（第3巻を参照）。
大勢で掃除を行う際は指示だけだして自分はなにひとつしない。TVの内容に文句ばかり零す。機嫌が悪くてもパスタが美味しい店を教えるとなおり、クーポン券集めが趣味らしい。時々「ダイエットしようかしら」と呟く事がある。
技星 めんめん（わざほし めんめん）
わざぼー使い。相棒はわざっチ。猫のような容姿で、みみみからガキと言われたように小柄。額に巻いた黒い鉢巻の真ん中に黄色い玉がついている。
第2部中盤から登場し、技神まーの精鋭部隊「闇の三闘士」の最後の一人としてみみみの前に現れた。到着時、先発隊のズラームがみみみと交戦中だったが、劣勢だった同僚を「弱いヤツはキライ」と切り捨ててしまった。勝気な口ぶりとスピードでみみみを翻弄。圧倒的な力の差を見せつけて降伏を迫った。実は、過去の戦いで「のろい」をうけて目が見えず、そのときの仇敵を破るため協力者を求めていた。みみみを挑発する言動は力試しで、自分のことを破った力量を認めると協力を頼んだ。また、暗黒ま城で鉢合わせたむむにも「力になってほしい」と願い出ている。そもそも技神まーの仲間になったのは情報を集めるのに都合がよかったからであり、まーはそのやり口を「うらぎり者」「弱虫やろう」「サイテー」と言って責めている。目的を果たすために形振り構わず行動しためんめんだったが、みみみを狙うわざ武王の一撃の前に立ちはだかり、倒れる。今際には「おねがい、ぼくのかわりに」と涙しながら無念を言い残した。
仲間になってからはみみみを「みみみちゃん」と呼んでいる。むむは呼びすてである。5巻、カバー裏の紹介文いわく”ラジオが好きで毎週かかさず聞いているラジオ番組が35本くらいあり、冷蔵庫の食べ物のニオイを嗅ぐだけで賞味期限を特定できる。しょーもない豆知識をかなり知っているようでやたらと周りに教えて”くれようとするらしい。
続編『わざぐぅ！』では正体を隠して戦いの崖の中で重要な役割を務めていた。
わざっチ
使い手は技星めんめん。他のわざぼーと違い取手が付いている。顔はあるが喋っているシーンは現在無いが、持ち主のめんめんが攻撃された時に涙を流すシーンがあり感情を持っている様子。顔は黄色である。口は×の形をしていて、目は猫目である。
膨らますことで空を飛ぶこともできる。
技神 まー（わざがみ まー）
性格は残忍。慈悲の心は一切ない。第二部のワンパン以降の敵は、すべてこの男の命令で動いている。みみみに出会うまでは、自身の額についている玉を成長させるため様々な敵と戦っていた。女の子のみみみに躊躇することなく攻撃する残忍な性格。しかし、みみみに執着もしている。
わざぼー使いではあるが、わざぼーだけに限らずバケラーを幽霊にしたり、ワープ移動や相手を自分が生み出したバリアに閉じ込めるなどの魔法のような力も操る事ができる。頭に黒い球がついている。
自分の身体に己のわざぼーをしまうことができるため、服装は胸元が大きく開いたパンク・ファッション。肩にツノが生えているため上着はノースリーブである。下半身はチェーンベルトとつま先にニードル付きのブーツを履いている。
第二部最終戦での暗黒ま城倒壊に巻き込まれるが、後に『わざぐぅ!』において登場する。
戦いの崖の秘密を解き明かす為に、「裏血まタロー」の名で戦いの崖に挑戦していたが、戦いの崖最終トーナメントの決勝戦でももタローと対峙するも、ライバルたちの事を馬鹿にした事で「ライバル打」を受け敗れ去った。
前作と比べて露出が減って全体的に重装甲となり、長袖またはチェーンメイルの上から肩に棘のついた鎧を纏い、腕にはアームカバーのようなものを付けている。また、黒いズボンの上に腰布と、鎧と同じ材質と思われるブーツを履いている他、髪に着けている玉はももタロー同様首から下げている。
新・戦いの崖での最終決戦では不意討ちでみみみを倒し、ももタローが持つ玉を奪い取るも、復活したわざ武王に自身が持っていた玉ごと飲まれてしまった。
最終決戦を終えた3年後には学生となるも、どこかの草原で寝転がっていた。
わざ武王
使い手は技神まー。他のわざぼーと違い顔は無く巨大な眼球がついているが普段は顔の無い黒無地のわざぼーである。一人称は「わたし」で、実質は闇なので性別の概念は無いが、喋り方や考え方等は完全に男性。部下を道具としか考えていない。
第一部のラストボス。第二部でも技神まーのわざぼーとして登場している。彼の目的は、わざぼー使いの持っている玉を集めて復活することである。彼の発言からむむやみみみの過去に何かしらの因縁が見え隠れしている。
相手に近づかなければ威力が発揮できないほかのわざぼーと違い頭から触手を出して遠距離攻撃する事も可能。また、実態が無いので触れることが出来ず、一定の形も持たないので、自分で自由に動かし好きな形にすることが出来る。また、仮想の宇宙を作り出して相手を仮装宇宙空間に引き摺り込み、周囲に浮いている惑星を飛ばして攻撃することもできる。
劇中で見せた姿は、不定形・ボール型・人型・わざぼー型・わざぐぅ型などがある。しかしどの姿になっても目だけは隠す事が出来ないうえに当たり判定もあるため、唯一の弱点でもある。
第一部でみみみに倒され消える直前に、「本当の姿ではない」というセリフを発した。
詳細は不明だが諸事情にて本来の力を出せない状態にある為第一部での戦いのように宇宙を生み出す事はなく、技神まーのわざぼーとしてみみみと勝負する。
第二部での敗北後、『わざぐぅ！』にてももタローと技神まーが持つ玉を取り込んだ事により復活。同時に地球そのものとなり、やがて全宇宙の支配者として君臨する事と、地球を滅ぼす事を宣言。
しかしわざぼーとわざぐぅを合体させた「わざぼーぐぅ」を装備したももタローに地球そのものと化した自身を太陽まで飛ばされ、消滅した。

### 敵（第一部）
わざ武王から「魔の約束」を受け、みみみから「たから」を奪い取ろうとする敵たち。「魔の約束」を受けた者は、みみみに勝ち、「たから」を奪えば、どんな願いも叶えてもらえるが、負けた場合は、この世から消されてしまう。
（以下は作品での登場順〈ただし、技風むむを除く〉）
カラカラ
わざぼーで最初に登場した敵。名前の由来は、カラスがモデルだから（単行本第一巻より、また敵のほとんどは「○○がモデルだから」という理由で名前がつけられている）。みみみが使うわざぼーのことをよく知っていなかったのか、あっさり負けてしまった。その後みみみに敗北した技風むむを始末する為わざ武王に送り込まれるもむむにより再び撃破される、その際むむはわざぼー能力に頼らず棒術のみで叩きのめした。
アーマン
世界で一番硬いとされる鎧を着た敵。打撃だけでなく火炎攻撃の熱も雷も通さない。名前の由来はアーマーから。最初、どんな攻撃を仕掛けてもビクともしなかったが、みみみの「脱ぎ脱ぎストリッ波ー」という鎧を脱がせる技を受け、鎧を脱いでしまい、正体を見せたところを攻撃され、撃破された。鎧の中は弱そうな身なりの中年男性だった。みみみに敗れた際「魔の約束」と呟いたため、みみみは悪者たちの目的を知ることになる。
レイザー
レーザーガンを使って攻撃する敵。外見はビジネスマン風。背中に背負っているブースターを使って空を飛ぶこともできる。名前の由来は、レーザーから。
空を飛んでいるため、わざぼーの攻撃が届かず（前述「わざぼー」参照）一時は苦戦した敵であったが、みみみが自身にかけたロケットのように突っ込む技、「人間ロケット閃光弾」でレイザーに近づいたところを「めんたまぶっ飛びだしアタック」を浴びせ、撃破した。その後わざ武王によりカラカラと共にむむに立ち向かうも棒術で撃破される。
チャオチャオ
『わざボー』史上、もっとも弱い敵。名前の由来は、蝶々みたいだから。口調が東北訛りである。みみみよりも小柄な体格。
武器などは特に装備しておらず当身で戦う、また羽が生えており空を飛ぶ事ができる。
みみみ曰く「わざぼーを使うまでもなく弱い」。幼い頃、母親を殺され、わざ武王の「魔の約束」で、母親を生き返らせてもらおうと思っていた。彼の目的を知ったみみみは何も言わずたからを渡そうとするもチャオチャオは戦士の誇りを持ってあくまで戦いに勝利して自分の望みを叶えると拒否する、みみみもチャオチャオの想いに応えて勝利を譲らなかった。
弱いが、みみみからは「おまえは、強くなる」と見込まれ、みみみは再チャレンジしてくることを望んでいた。しかし、チャオチャオも他の敵と同様に消されてしまい、結局願いが叶うことはなかった。
イーズル&ホーアン
一つの体に二つの頭と4本の腕があるキャラクター。名前の由来は、ずるいとアホから。顔が上下に2つあり、上が兄のイーズルで、下が弟のホーアンであるが容姿はまったく似ていない。イーズルは、頭は良いがずるく、ホーアンは、アホではあるが心優しい性格である。基本的にイーズルの命令を受けてホーアンが移動と攻撃を行う。後半、みみみを殺せとイーズルが命令するが、卑怯な手段を使うことをホーアンが拒否し、イーズルがホーアンに対して命令に背いたことを怒っていたところをみみみの「アホはてめぇ弾」を受け、イーズルもアホになった。
その後、みみみと別れる際は走って去って行ったが、移動の命令を担当していたイーズルがアホになった事が災いしてそのまま崖から落ちてしまった。
マンジー
力が強いキャラクター。名前の由来は、魔神もしくは、額に卍（まんじ）のマークがついているため、卍から。ジャンプ力、怪力、スピードが優れているが、みみみの戦略の前にあっさりと敗れ去った。
ザッコウ
声が大きいキャラクター。基本的に相手の罵詈雑言で叫び倒しており、どさくさに紛れて相手に食べ物や金を無心するような発言が紛れている。それほど強いわけではないので、みみみはすぐに倒したが、この戦いを通し、自分がむむに負けた理由を見つけだす（前述参照）。
前述のカラカラやレイザーと共にむむ抹殺に臨むも棒術で完膚なきまでに撃沈させられた所でわざこで竜巻を起こして3人もろとも一掃された。
ワープル
わざ武王の本部にみみみを連れてくるべく現れた敵。空を飛ぶことができてワープホールを作り出す力がある。肉弾戦に強く、一族のなかでは一番のみみみさえも倒してしまうほどの実力を持つ（しかし、このときみみみはわざぼーとイザコザを起こしており、半分ヤケになっていた）。わざぼーと仲直りした後のみみみの敵ではなく、あっさりと負けた。
戦闘中みみみのわざぼーを奪い、わざぼー能力で彼女を倒そうとしたがわざぼーは自分の持ち主以外が仕様しても技を発動させる事ができず、怒りに任せてわざぼーを投げ捨ててしまうがそれがみみみとわざぼーの和解のきっかけになる。
マジックル
みみみが、わざ武王に氷づけにされたむむを助けに行った途中に現れた敵。戦いに笑いは必要ないと思っており、笑いがどんなに必要ないかをみみみにわからせるべく、一生笑いが止まらない魔法をかけた。この魔法に最初は苦戦したみみみだったが、わざぼーのヒントから、笑い声でも発することができる「ひひひひひ…」から、「火火火火火…」という技を思いつき、最終的にマジックルを焼殺した。

### 付録DVDのみに登場のキャラクター
『コロコロイチバン!』第7号付録「コロコロイチバン!特製ゲーム&冒険バトルDVD」（以下、第7号）、および『コロコロイチバン!』第11号付録「わざぼークイズゲームDVD」（以下、第11号）に登場した敵。
王・カミック（おう・カミック）声：上別府仁資
第7号に登場。オオカミがモデルの敵で、牙獣山（がじゅうざん）を占拠している山賊団「ウルフ山賊団」のリーダー。自分の誇り高さを常に誇示している。自分の牙を相手に突き刺す「ウルフファング」という必殺技を持っている。
ウルフ部下(A・B・C)（ウルフぶか）声：越智綾香、清水若菜、森圭輔
第7号に登場。王・カミックの部下。それほど強くはない。
ミスター・ズノー声：鶴岡聡
第11号に登場。世界中の宝を集めたと言われている冒険家。自ら集めた財宝を誰かに受け継ぐために、脳の形をした建物に閉じこもっていた。しかし、その建物の扉を開けるには「歴史の洞窟」、「記憶の山」、「時の吊り橋」にある知恵の宝玉が必要で、結局誰もそれらを見つけられないままズノーは死亡してしまった。
だがミスター・ズノーの死後、宝が意志を持ち、ミスター・ズノーの姿をした幽霊となって受け継ぐ者を待っていた。そして、300年後（生きているときから数えて）の現在に、みみみに見つけられ、みみみに対し自らのゲームを突きつけた。このときにこのゲームをクリアすれば、ミスター・ズノーは成仏され、宝が現れ、ゲームクリアとなる。
記憶の山の番人（きおくのやまのばんにん）声：川原慶久
第11号に登場。本名不明。口調はオカマ風。
ナレーション声：津田健次郎
ゲームの進行役。

### 敵（第二部）
技神まーの命令でみみみを倒そうとする敵たち。第一部の敵と違い、技々みみみを狙っているので、「たから」は、あまり重要視されていない。
（以下は作品での登場順、ただし技星めんめんを除く）
ヘビィ
番外編「技神まーと…」に登場した敵。大ヤリを武器にして戦う、手足が生えた蛇。
一年前、前述のチャオチャオを大ヤリで脅して金を脅し取ろうとした所を偶々居合わせた技神まーに矛先を向けるも軽くあしらわれる。その時のまーの攻撃を見切る事できず敗北した理由がわからず再びチャオチャオを人質に取り技神まーに再挑戦するも全く関心をもたれず、最期は八つ裂きにされて撃破された。
戦いの後、「玉の成長にならない」と技神まーが吐き捨てていたため、さほど実力が無い様子。
ワンパン
第二部に入ってから、みみみと初めて戦った敵。戦国時代に使われていた鍬形付の兜のようなものをかぶっている。攻撃は、基本的にパンチのみだが、打てば徐々に威力が強くなっていき、最終的には最初に繰り出したパンチの10倍の威力のパンチを出すことができる。しかし、わざぼーを持っているみみみの敵ではなく、「10000000000倍パンチ」で撃破された。みみみはこのとき「ひゃくおくまんばい」と言ったが実際は「ひゃくおくばい」である。
ブレッツ
攻撃を受けると個体が増えていくという特殊体質を持つ敵。みみみは、自ら回転して竜巻を起こす技「大回転トルネード」を出し、なんとかブレッツの大軍を吹き飛ばしたが、長時間回っていたために吐き気がし自爆、しばらく気絶していた。
シッポウ
犬のヒゲと鼻、尻尾を持つ敵。みみみのところに行く前日に雨に当たりながら気合いを入れていたため、当日、風邪をひいてしまい、みみみの所についたときに倒れ込んでしまった。そのため、みみみは布団を敷いて寝かせたり、お粥を作ってあげたりして看病した。翌日、風邪が治ったシッポウはみみみに戦いを挑むが今度はみみみが風邪をひいてしまった。そして、シッポウはそこへ突如現れた技神まーに殺され消えてしまった。
また、当初、曽山は「シッポウは尻尾を使った拳法、『シッポーケンポー』の使い手」という設定にしようとしたが、はずかしくなったのでやめたらしい（第4巻より）。
ヤミー軍団（ヤミーぐんだん）
風邪をひいたシッポウのかわりにみみみを倒しにきた集団。みみみによってあっさり撃破された。
ケロッグマン
カエルがモデルの敵。最初、みみみはシッポウを目の前で殺されたショックで戦う気が失せていたが、みみみを元気づけに来たむむの励ましもあり、闘争心が復活したみみみによりあっさり撃破された。
バケラー
フランケンシュタインのような格好をした敵。初登場3コマ目にて、みみみに一度倒されたが、その後技神まーにより、幽霊となって復活した。幽霊となったバケラーには、わざぼーの攻撃が効かず最初は苦戦したみみみだったが、「相手を生き返らせる」ということを思いつき「生き返リングクラッシュ」という技で生き返らせた後、「んじゃさっそく死ねアタック」で撃破した。
オトゲ
全身がとげに覆われているキャラクター。オカマで、仮面を付けられるほどあまりにも顔がブサイクなので、技神まーに仮面を付けて行くように言われたらしい（そのときの口実は、「おまえはあまりにも美しいから」）。最初は、トゲの攻撃に苦戦するみみみだったが、オトゲのトゲが全部発射され、トゲが全部なくなったところを「じしゃく変化（へんげ）」という技をかけ、オトゲの体を磁石にし、トゲが鉄でできているため、トゲがオトゲに吸い寄せられる形で刺さり撃破された。
一人称は「ワタシ」だが興奮すると一人称が「オレ様」になり男口調になる。
ラヴーマー
精鋭部隊「闇の三闘士」の一人。バスターを右手に装着している。まーに尊敬以上の念を抱いており、まーの命令なら何でも聞く。
ラヴーマーのバスターに苦戦するみみみだったが彼のまーに対する尊敬の念を利用するため自分の顔をわざぼーで技神まーの顔に変えてラヴーマーが怯んだ隙に撃退した。
ズラーム
精鋭部隊「闇の三闘士」の一人。剣を武器にして戦う。みみみの髪の毛を切った張本人。ただし本人に悪気はなく、誤って切っただけである。戦闘中みみみの「大回転トルネード」でズラームの帽子を吹き飛ばすと坊主頭であった為髪の毛を切ったのは自分の髪でカツラを作るつもりだと誤解し爆笑される。

### 敵（暗黒ま城）
技星めんめんが仲間になり、舞台が山の上から技神まーの本拠地「暗黒ま城」に変更。
荒野にそびえ建ち、所々枝分かれしているが城というより塔のような造りの建造物。各フロアに担当の部下が配置され彼らを倒さないと次のフロアに上がることができない。まーの部屋に水晶玉が設置されており、各階の様子を把握することができる。最上階の屋根に5つの小さな穴があいている。床が上がる仕掛けやトイレがあったり、TVゲーム（WII）がある。
第一部と違いたからの箱を山に放置した状態で出発した。 
（以下は作品での登場順、ただし技神まーを除く）
バーモン
まーの本拠地、「暗黒ま城」の門番。門番として雇われてから3日しか経っていないらしい（『コロコロイチバン』新1号から）。みみみに「アタシを倒すなら一回死ぬぐらいじゃ済まない」と脅された上、あっさり撃破された。
レイトーン
暗黒ま城のトイレ掃除担当。自身の体を、持っているトイレ用モップでこすると、ダメージが回復する特殊能力を持つ。
みみみの猛攻を喰らいながらも何度も回復し、持久戦に持ち込もうとするも、みみみにトイレのレバーをひねられて流されてしまった。
ジミー
体が残像のようになっているキャラクター。それゆえ、どのような姿なのかは不明である。みみみに勝てばまーから新しい顔を与えられる予定だった。みみみとの戦いで負けてしまったため、まーから新しい顔を与えられることはなかったが、戦いのあとみみみが人の顔が描かれた紙袋を顔にかぶせたため満足した様子だった。みみみはジミーをわざぼーで倒した際、なにも言っていなかった。
スカル3兄弟（スカルさんきょうだい）
骸骨の3人組。名前や兄、弟の区別は明記されなかったが頭部の角の数が一人一人違う。刀を装備しており、前述のヤミー軍団をあっさり撃破したにもかかわらずたった3人相手にみみみはかなり苦戦していたので兄弟一人一人の戦闘能力は高い様子。後に合流したむむとめんめんと共闘し撃破。
シルバン
捕らわれたみみみを救出するため、めんめんが対決したまーの部下。動体視力がよく、めんめんの動きを見切れるほど。口から無数の銀の矢を吐いて攻撃するが、視界外に出ためんめんにあっさり倒された。
ゴルデン
シルバン同様にむむと対決。黄金体をもち、むむの攻撃を跳ね返したうえ、「金の衝撃」という技でむむを金の体に変えようとしたが、無防備な顔に体当たりをくらい倒された。

## 『わざぐぅ!』のキャラクター
技々ももタロー（わざわざ ももタロー）
『わざぐぅ！』からの主人公。みみみの弟で、「強くてカッチョイイ男」になる為に村長の元で修行し、「戦いの崖（バトルクリフ）」へとやってくる。その際に村長から「わざぐぅ」なるものを託され、「戦いの崖」に潜む強敵と戦い、バトルを勝ち抜いていく。首から桃色の玉を首飾りの様に下げている。
「強くてカッチョイイ男」になろうとした理由は、5歳の頃に当時8歳だった姉にいつも敗れた事で、姉から「今よりカッチョイイ男になったら大人になれる」と言われた事がきっかけである。
大ボケで調子に乗りやすいが根は真面目で優しい。戦闘面では機転が利くが、一方で謎かけ（クイズ等）が苦手で的外れな珍解答を連発する。
おでんとカラオケが好きで、納豆があまり好きではない（一巻カバー裏パラメータから）。かなりのカナヅチで、第29話での水泳対決では大苦戦を強いられた。
名前のモチーフは、「桃太郎」
わざぐぅ
使い手は技々ももタロー。顔はわざぼーと全く同じだがグローブ型であり、常にももタローの右手に嵌っている。実はわざぼーの姉だった。
前作のわざぼーとは違い、相手にくっつけなくても技を発動出来る。
第22話ではサルカニアンの鋏で真っ二つに切断されてしまったが、何故か切断面から謎のキャラが登場し、そのキャラはサルカニアンの鋏の中に入り込んだ事でももタローの勝利の鍵となった（切断された跡は勝利後にももタローがセロハンテープで修理した）。
丸宮ギンタロー（まるみや ギンタロー）
第5話から登場。ももタローのライバル。指から電撃を出して攻撃する。勝つためには手段を選ばない性格で、嘘をついて相手の隙を突き、そこから攻撃するなど、姑息な手を使うため、ももタローから嫌われている。
第21話では戦いの崖の成績上位8名に選ばれ、戦いの崖ファイナルトーナメント第2回戦でむすび殺里と戦い勝利する。
第22話での第5試合ではももタローとの戦いでは善戦し、最終的にリングの外に吹き飛ばしたが、勝負に場外負けが無かった事でそのまま自分が先に力尽き敗れ去った。
その後はももタローに遅れて彼も新・戦いの崖に挑戦して全ての番人を倒し、第38話では戦いの崖の頂上へ向かうももタローに対し、戦いの崖で戦って来たライバル達が見守る中チャンピオンとの挑戦権を賭けた決着を着ける。
名前のモチーフは、「金太郎」
裏血まタロー（うらぢま タロー）
第9話から登場。見た目はとても弱そうで、体も声も小さい。しかし実際はその内面から邪悪なオーラを放っており、かなり強い。ももタローの攻撃をいとも容易くかわし、最後は「暗黒絶命拳」をももタローに与え、勝利。その後、ももタローに「うえで待ってる」と言い残し去っていった。
第21話では戦いの崖の成績上位8名に選ばれた事で再登場し、戦いの崖ファイナルトーナメント第3試合で大巨人・カサジゾと戦い勝利する。
決勝戦でももタローと戦い、ももタローが闘技場のリングを持ち上げひっくり返して潰すという戦法で初めてダメージを与えた事で、リングを破壊し正体を現す。
その正体は技神まーだった。
名前のモチーフは、「浦島太郎」
オーメン
戦いの崖の審判と管理人をしている男。その名の通り常にお面を着けている。戦闘が特別ルールの際はその都度ルールを解説する。
審判としてはルール無用が基本な戦いの崖故にかなりアバウトで、特別ルールでは相手が反則行為や卑怯な技をしても面白ければ奨励、或いは黙認しているが、対戦相手の勝敗はしっかり着ける。
戦いの崖ファイナルトーナメント編以降は長らく登場しなかったが、第36話でト・中居に変装した自身が新・戦いの崖の番人を模した14体の人形をコントロールしている事を見破り勝利したももタローに、自身の正体を見破ったら勝利し先への通行を許可すると言うルールでの戦いを行い、結果わざぐぅタイフーンでお面を剥がされ、これ以上ももタローと戦っても勝てないと判断し実力を認め、次のフロアへの扉を出現させた。
その正体は技星めんめんで、ももタローを強くする為の目的で勝負しており、先程の勝負は「（本当の正体を見破る事が出来なかった事で）引き分け」と評すも、同時に目的を果たした事で最後の戦いへと向かうももタローを激励した。

### 敵（戦いの崖）
外見は第2部までに出てきた山と似ている。この中にいる敵である同じ挑戦者を倒して勝ち抜く事で、次のフロアへ行けるが、負けた場合は次の敵が現れるまでそのフロアに居残りとなる。
カッチカチ・山田（カッチカチ・やまだ）
技々ももタローが初めて戦った相手。パンチの威力は強烈で、ももタローを一方的に殴りつけていた。その後、ももタローとわざぐぅによるパンチ攻撃を受けて劣勢に追い込まれるも、全身からトゲを出して殴れないようにする。しかし、最後はももタローの「スーパービーム」の一撃で敗れ去った。
その後第11話に再登場し、伸び縮みする鎧で球体になる事でわざぐぅの技を無効化にしてきたが、巨大化したわざぐぅに食われて敗北した（その後ゲロまみれの状態で吐き出された模様）。
最終決戦を終えた3年後には魚屋となっていた。
名前のモチーフは、「かちかち山」
ハナサカ・G
第2話でももタローと戦った相手。カッチカチ・山田同様、パンチで戦うが、こちらは腕が伸縮自在で、伸びた腕でのパンチはスピードがつき、さらに強力になる。この技でももタローを追い詰めるが、最後はももタローの「超のっびーるカンチョー」を受けて敗れ去った。
名前のモチーフは、「花咲か爺さん」
イナバーノ・シロサギ
第3話でももタローと戦った相手。超能力で相手の動きを止めることができるが、能力を使っている間は自身も動けない。この技でももタローと4時間張り合うが、途中で両者がトイレに行きたくなり、ももタローが「こうさんだ」と言ったことで超能力を説いたが、実はこの発言は「降参だ」と言ったのではなく、「高サンダー」という技の名前を言っただけであり、最後はこの技を受けて敗れ去った。
最終決戦を終えた3年後には教師となっていた。
名前のモチーフは、「因幡の白兎」
イッスン
第4話でももタローと戦った相手。身長2ミリとかなり小さい。かつて好きな人がいて告白するも、0.2秒で振られてしまったことから、世界一の男になり、彼女を見返そうという思いから、戦いの崖に参加した。動きが速く、ももタローの「スーパービーム」を意図も簡単にかわし、逆に「すいこみバキューム」で吸い込んでも、不味くてわざぐぅが吐き出してしまう。だが最後は、ももタローが仕掛けた鼻くそを、かつて告白した女の子と勘違いし隙を見せてしまったところに、「ずびびびビーム」を受けて敗れ去った。
名前のモチーフは、「一寸法師」
オーキナ・カブー
第5話で豆野と組み、ももタロー、ギンタローと戦った相手。ギンタローの「ハナシがある」という言葉にまんまと騙され、隙を見せてしまったところに、電撃を受けて敗れ去った。
名前のモチーフは、「大きなカブ」
ジャック豆野（ジャックまめの）
第5話でカブーと組み、ももタロー、ギンタローと戦った相手。カブーの敗北後、二人から無視されており、耐えきれず怒鳴りつけたが、二人に反撃されて敗れ去った。
名前のモチーフは、「ジャックと豆の木」
長ぐつファイター・ネコ
第6話でももタローと戦った相手。とても長い靴を履いた猫。靴だけでなく技名も話も長い。おかしな動きでももタローの攻撃を意図もかわすも、対象の相手を低くする「ひくいひくいビーム」を天井に向けて撃ち、部屋が狭くなったことで、ジャンプしたネコは天井にめり込み、最後は「びったんグローブ」を受けて敗れ去った。
名前のモチーフは、「長靴をはいた猫」
ザ・コブトリ
第7話でももタローと戦った相手。攻撃を受けるとたんこぶができ、そのたんこぶを取り外し相手にぶつけると、数倍の痛みをくらわせる能力を持つ。だが、外部からつけられたたんこぶは取り外すのが難しく、痛みに苦しんでいるところにわざぐぅが「たんこぶには砂糖が効く」と教えてくれ、早速試そうとしたところでビームを喰らって敗れ去った。
名前のモチーフは、「こぶとり爺さん」
3びきのコウ・ブウ・田崎（たさき）
第8話でももタローと戦った相手。一匹一匹はとても弱いが、家を戦車のように改造し、それで攻撃する。また家はシャッターを閉めることで完全防御もできるが、一度閉めたら中からも開けられない。なんとかももタローに家を壊してもらい、脱出できたとともに敗北した。しかしその後、ももタローに家の修理費用を請求した。
名前のモチーフは、「3匹の子豚」
Dr.ブンブク&チャガマン
第10話でももタローと戦った相手。たぬきの科学者がDr.ブンブクでロボットがチャガマン。チャガマンは超戦闘型ロボットだが、壊れるのが嫌だからという理由でチャガマンは使わず、ブンブク自身が戦った。だが、途中でブンブクを助けようと、ももタローの「ギガントパンチ」をチャガマンが受け止め、その際に自爆ボタンを押してしまう。ブンブクにお願いされ、自爆解除を試みるももタローだが、解除ボタンがかなり分かりにくい場所にあったため、結局諦めてしまい、最後は爆発して敗れ去った。
名前のモチーフは、「分福茶釜」
ゴンギー・ツネ
第12話でももタローと戦った相手。拳法家でウォーミングアップとしてももタローにかなりの実力を見せるが、そこからはスーパービームなどの攻撃に終始驚き、また終盤は「驚かなければいい」と一旦冷静になるも、その後の「木下さんの爆弾アタック」という謎の人物の登場に結局驚いてしまい、そのまま爆発に巻き込まれ、敗れ去った。
名前のモチーフは「ごんぎつね」
マッチーリ
第13話でももタローと戦った相手。自らを美少女と呼ぶが、実際は誰がどう見てもおっさんであり、ももタローの攻撃で衣服を失うたびに、やはりおっさんであることが確定してしまう。「おっさんなんてかっちょ悪い」と卑下するマッチーリに対して、「最高にかっちょいい」と励ましてくれたももタローに感動し、再び立ち上がりももタローと一騎打ちをする。だが、ももタローが「最高にかっちょいい」と言っていたのはマッチーリ本人ではなく、彼が履いていたパンツそのものの方であり、衣服を全て失った彼は恥ずかしさのあまり気絶し敗れ去った。
名前のモチーフは、「マッチ売りの少女」
大巨人・カサジゾ
第14話でももタローと戦った相手。ももタローの約十倍はある巨体を持つ巨人で、弱点である頭部をミサイルでも破壊不可能な頑丈な菅笠でカバーしている。しかし「取り換えてやろうか」と自慢した台詞がももタローにヒントを与える事となり、「とりかえっこビーム」で頭部と右足の小指を交換された事で弱点が剥き出しの状態にされてしまい、その後の「タンスのカドっこアタック」で右足の小指と交換された頭部を攻撃され敗れ去った。その後、頭が小指のタレントとなった模様。
第21話では戦いの崖の成績上位8名に選ばれた事で再登場し、戦いの崖ファイナルトーナメント第3試合で裏血マタローと戦うも敗北した。
名前のモチーフは「傘地蔵」
ブーレメン
第15話でももタローと戦った相手。顔はヤギの毛皮にブタの鼻と耳が生えており、パンツ一丁の人間の体に足の先がヤギの蹄になっている。常に屁をしており、その悪臭で攻撃する他、技を跳ね返す事も可能。一本橋の上でももタローと戦い、落とそうと奮戦するも、「わざコプター」で飛行されてしまい失敗。その後「わざぐぅシーソーパンチ」で乗っていた橋から吹っ飛ばされた。そこへももタローが彼のパンツを掴み助けたが、思わず屁をした事でももタローに奈落の底へ投げ落とされ、結果的に敗れ去った。
名前のモチーフは、「ブレーメンの音楽隊」
じーさん
第17話と第19話で登場。『でんぢゃらすじーさん邪』からのゲスト出演。
ももタローと対峙するも、本人は戦わずに最強さんに代理で戦ってもらったが、最強さん自身はももタローと共にじーさんを倒す事となった。
第19話で再登場した際にはももタローに挑戦状を送り再戦。理由は不明だが何故か大人数に増えており、高さ100mに有る足場の上でデスマッチを行うも、足場の下にある支柱が大人数の重さに耐えきれずに折れて足場毎落下し自滅した。
最強さん
第17話でももタローと戦った相手。『でんぢゃらすじーさん邪』からのゲスト出演。
レーザービームでももタローに攻撃したと思われていたが、実際はじーさんを攻撃しており、同じくわざぐぅビームでじーさんを倒したももタローとは友達となった。
ウサギート
第18話で特別ルールのかけっこでももタローと戦った相手。ウサギの獣人で、服にはうさ耳が描かれており、モヒカンヘアに棘付きの肩パッドをしており、サングラスを掛けている。サングラスの下の目は意外と可愛いが、この目には催眠効果（曰く「最終奥義」）を持つ。
正々堂々と称して実際はかけっこの際に自分だけオートバイを使用（運転免許はももタローと戦う前日に習得）するも、ももタローの「わざぐぅカート」（使用者のももタロー自身も猛スピードで地面に引き摺られて居る）が激突しオートバイを大破させられてしまう。その後ももタローをゴールさせない様に戦闘しようとするも、ももタローが「わざぐぅワープ」でスタート地点まで戻された事で勝利を確信しそのままゴールへ向かうが、「わざぐぅムカデダッシュ」でゴールの近くまで一気に移動され、最終奥義の催眠を行使。しかし眠ったももタローのいびきが凄まじく五月蠅く蹴り飛ばしたが、運悪く蹴り飛ばした先がゴールだった為、結果的にももタローに勝利を譲ってしまう事となった。
名前のモチーフは「ウサギとカメ」
ツルノーン
第20話でももタローと戦った相手。鶴の鳥人で、「つる」と書かれた褌を着けている。頭部の禿頭と尻で相手のパンチやビーム等の技を反射する「ツルノーンがえし」を使用する。ももタローが用を足す為に「わざぐぅ便所フラッシュ」で出したトイレから現れ、戦闘ではももタローが「おぴょぴょビーム」「ムぺぼぴにゃレーザー」にドサクサ紛れて撃った「スぐケはエるフラッシュ(直ぐ毛が生えるフラッシュ)」で頭部に毛を生やされ技を封じられるも、尻での「ツルノーンがえし」で跳ね返す。そこへ安心してトイレに行きたくなった事から、前述でももタローが出したトイレで用を足すも、それが災いして尻をも封じてしまい、そのまま「ダイナミックビーム」の直撃を受け敗れ去った。
名前の由来は「鶴の恩返し」
サルカニアン
第21話の戦いの崖ファイナルトーナメント第1試合でももタローと戦った相手。戦いの崖の成績上位8名の中の一人で、サルとカニが合体した姿をしている。ミサイルや鉄球、果てはレーザーすら切り裂く右手の鋏が武器で、作中ではその鋏でわざぐぅを切断するも、わざぐぅの切断面から謎のキャラが登場して鋏の中に入り込んでしまい、そのまま切断面からの「特大ぐぅパンチ」で攻撃され敗れ去った。
名前の由来は「猿蟹合戦」
むすび殺里（ころり）
第21話の戦いの崖ファイナルトーナメント第2試合で丸宮ギンタローと戦い敗れた相手。和装の剣士であり、腰には刀を挿しており、頭部がおむすびとなっている。
名前の由来は「おむすびころりん」
キンノノ・ギンノーノ
第21話の戦いの崖ファイナルトーナメント第4試合でMr.シタキリと戦い敗れた相手。騎士の様な姿をした鳥で、両腕が斧となっている。
名前の由来は「金の斧、銀の斧」

### 敵（新・戦いの崖）
ももタローが戦いの崖ファイナルトーナメントを制覇した事で、25話から新たに挑戦する新エリア。ここでの戦闘のルールは戦いの崖と殆ど同じだが、新・戦いの崖(ネオ・バトルクリフ)では同じ挑戦者との戦いでは無く、各フロアで待ち構えている番人達を倒していく。また、一度でも敗北すると挑戦者は失格となり、新・戦いの崖から去らなければならない。
ショウ・ガッツン
技々ももタローが「新・戦いの崖」で初めて戦った番人。自称「正月戦士」。ももタローに対し新・戦いの崖のルール解説も担当。鏡餅の頭部に本坪鈴が股間に有る事から、ももタローからは下ネタ呼ばわりされていた。武器は杵で、この杵を振り下ろす「モチつキリキリまい」が得意技。しかし、わざぐぅで杵を受け止められ、「わざぐぅ火ィボーボー」と「わざぐぅ水じょばじょば」を繰り返し受け、最後は「負けましておめでとー」で敗れ去った。
敗北後、新・戦いの崖を制覇した者はたった一人の人物で有る事や、ももタローなら新しいチャンピオンになれるだろうと激励し、次のフロアへの階段を股間の鈴緒で作った（当然ももタローは嫌がった）。
名前の由来は「正月」
エイプリプリ
第26話でももタローと戦った番人。尻を出しており、更に尻の様な頭部をしており、二枚の舌を持つ。一人称は「オリ」で、語尾に「～プリ」と付ける。二枚舌の嘘吐きで、ステータスを偽造したり、仮病や病気の母が居ると言った嘘を吐く事で、騙され易いももタローを苦戦させる。
しかしももタローの兄と言う嘘には流石に騙されず、ももタローは敢えて騙されたフリをし、わざぐぅから大量の玩具を出して下敷きにした事で敗れ去った。
名前の由来は「エイプリルフール」
ノボルくん
第26話でももタローと戦った番人。こいのぼりの様な姿をしており、口の上には上から順に父と母であるこいのぼり（両親のサイズは非常に小さい）が刺さっている。胴体は空洞になっており、遠距離技を擦り抜かせるが、側面からの攻撃には弱い。口からはビームを発射できる。屋根の上且つ近距離攻撃が届かない空中からの攻撃と、空洞の胴体で遠距離技を擦り抜かせる事でももタローを苦戦させるも、屋根の上に有ったしゃちほこでわざぐぅビームを反射させて側面から攻撃するという戦法で敗れ去った。
敗北後、次のフロアへ向かうももタローを人間大砲の如く発射し送った。
てるてるボーヤくん
第27話でももタローと戦った番人。頭部が傘となっており、てるてる坊主の様なマントと長靴を履いている。傘で出来た頭部は自由に雨を降らせる事が出来、更に時間を掛ける事で落雷や台風を操る能力を持つ（ただし使用者である自身に後者二つへの耐性は持っていない）。落雷攻撃は自身より更に高威力の丸宮ギンタローの電撃を受けて耐性を持っているももタローには余り効かず、わざぐぅで頭部の角を伸ばされ避雷針の様に落雷を自分だけ受けてしまう。その後、最終奥義の「最終・台風（ファイナル・タイフーン）」でももタローを吹き飛ばそうとするも、自分だけ吹き飛ばされて自滅した。
暑苦スィーZ(ゼット)
第28話でももタローと戦った番人。全身毛深く、『男』と書かれた頭部と「Z」と描かれた褌一丁の姿をしている。姿凄まじく暑苦しい性格をしており自分を「男の中の男」と自称している程で、ももタローからは「苦手なタイプ」と評された。「男がため」でももタローに抱き着き、ももタローの心を折りかけたが、ももタローの「おんな・なろー」で（顔と性格だけ）女にされた事で、その恰好への恥ずかしさ故に降参し敗れ去った（その後、ももタローに惚れてキスを仕掛けた事でももタローは叫び声を挙げ、その声は下のフロアに居た丸宮ギンタローにも聞こえた）。
プゥルビラキ
第29話でももタローと戦った番人。魚人と人魚を合体させた様な姿をしており、泳ぎが大の得意。口からは水鉄砲を発射可能。カナヅチのももタローとプールで水泳勝負するも、最終的にわざぐぅ自体がプールの水そのものとなった事で、喰われた後でプールの外へ吐き出されて敗れ去った。
名前の由来は「プール開き」
ジューゴヤ
第30話でももタローと戦った番人。月そのものに顔が付いており、「ミカヅキモード」で三日月丞の頭部に変形し、攻撃を滑らせ無力化してしまう。
最終的にわざぐぅ太陽(サンシャイン)で夜の闇に弱点の身体を隠していた事を見破られ、「わざぐぅ100万連発突き」を喰らい敗れ去った。
名前の由来は「十五夜」
対・クノッヒー
第31話でももタローと戦った番人。ジャージ姿の体育教師の姿をしており、教師生活を35年続けているが、「体育」を「たいく」、「雰囲気」を「ふいんき」と読み間違えて覚えていた。挑戦者に対して命令すると身体を自動的に動かす（例として校庭10周、腕立て伏せ100回など）事が可能。戦闘の際は鉄棒や跳び箱を使った技を使用する。
最終的にももタローがわざぐぅを校長に変身させた事で立場で逆らえなくなり、「校長こちょこちょ拳」で敗れ去った。
名前の由来は「体育の日」
アッキー
第32話でももタローと戦った番人。木の葉の様な顔と紅葉の様なスカート、どんぐりが描かれた服を着ている。
飽きっぽい性格をしており、戦いや対決すらも飽きるが、これらは全てが敵に近づく為の演技で有り、全てに飽きると太刀を構え戦闘態勢に入る。
最終的にももタローが初めに発射した「わざぐぅブーメラン」が戻って後頭部に刺さるも、痛みすら飽きて戦いを途中降板した。
名前の由来は「秋」
サタン・クロス
第33話で登場した番人。対戦相手がベッドで寝るとト・中居が引く空飛ぶ橇に乗って現れる。1回目の登場ではプレゼントの中に時限爆弾を仕込みももタローを攻撃し、2回目での登場では「わざぐぅビーム」をト・中居を盾にして防ぎ、移動できなくなった橇の代わりにヘリコプターで逃走しようとするも、ト・中居に逆襲されヘリコプターを墜落させられ、そのままももタロー抜きでの戦いが始まり、30分後に両者相討ちとなった事でももタローの勝ち抜けとなった。
名前の由来は「サタン」と「サンタクロース」
ト・中居
サタン・クロスの橇を引くトナカイ。名古屋弁で喋る。時給を300円しか払わないサタン・クロスの事を嫌っており、主人とも思っておらず、自身を盾にした事への怒りで堪忍袋の緒が切れ、彼の乗るヘリコプターをミサイルで墜落させた。
その後ももタロー抜きでの戦いでサタン・クロスとは相討ちとなった。
ジョヤノ・鐘子
第34話で登場した番人。巨大な鐘の姿をしており、攻撃をすると相手に大音量の鐘の音で相手の聴覚を苦しめる。また、身体の下から地面に深い穴を開ける程の威力の「ジョヤノビーム」を発射できる。
最終的にももタローに頭部の鎖を「わざぐぅカッター」で切断され、ジョヤノビームで開けた穴にそのまま落下し敗れ去った。
名前の由来は「除夜の鐘」
豆魔鬼
第35話で登場した番人。鬼そのものの姿で、豆まきのように相手に豆をまいて攻撃するが、戦いの崖と新・戦いの崖で激戦を潜り抜けたももタローには全く効か無かった。
ももタローのわざぐぅに大量の豆を食わせて動きを封じようとするも、食べる必要が無いと吐き出された上わざぐぅのゲップを受けた事で時速500km/hの豆を投げようとしたが、わざぐぅのゲップで豆が腐って納豆となってしまい、そのままももタローの一撃を受け敗れ去った。
名前の由来は「豆まき」
ソツギ王
第36話で登場した、新・戦いの崖の最後の番人。学生帽とブレザーコートの制服とマントを着た少年で、ももタローとの戦いで新・戦いの崖を卒業できるかの「卒業テスト」としての戦いを行う。戦闘の際には対戦相手が繰り出した技に点数を付け、点数に応じた形の岩を対戦相手の頭上から落下させる。最終的にももタローのわざぐぅハナミズに0点を付けたが、「0」の数字の中央の穴で擦り抜けられ、そのまま自身は鼻水で避けられずに「0」の縁の部分で潰され敗れ去った。
しかし、これまで新・戦いの崖でももタローと戦った番人達の姿と戦闘能力をコピーした人形達と共に総力戦を仕掛け、数でももタローを圧倒するも、人形を操っていたト・中居を「わざぐぅスターパンチ」で攻撃された事で再び敗れ去り、その正体はソツギ王自身もト・中居に変装していたオーメンが用意した人形だった事が判明した。
名前の由来は「卒業」

## 単行本
単行本はそれぞれ全6巻。『わざぼー』のみ台湾版が青文出版集団より『功夫棒子』の邦題で刊行された。表紙は両作品の同一巻数で共通の構図となっている。裏表紙はキャラクターの紹介に当てられ『わざぼー』では作品の主要キャラクターの紹介、『わざぐぅ!』は各巻収録の話に登場するキャラクターのデータを記載。両作ともカバーをとった本体の表紙・裏表紙に小ネタがある
『わざぼー』
ISBNの次は裏表紙で紹介されているキャラクター 
- 1巻　2007年12月25日発行 ISBN 978-4091404732 　技々みみみ
- 2巻[5]　2008年2月28日発行 ISBN 978-4091405500　わざぼー
- 3巻　2008年12月25日発行 ISBN 978-4091407191　 技風むむ
- 4巻　2009年7月28日発行 ISBN 978-4091408402 　わざこ
- 5巻　2010年6月28日発行 ISBN 978-4091410993　技星めんめん
- 6巻[6]　2011年7月28日発行 ISBN 978-4091413185　わざっチ

『わざぼー最終章 わざぐぅ!』
- 1巻　2011年12月27日発行 ISBN 978-4091413987
- 2巻　2012年8月28日発行 ISBN 978-4091415004
- 3巻　2013年3月28日発行 ISBN 978-4091416384
- 4巻　2013年10月28日発行 ISBN 978-4091415851
- 5巻　2014年6月27日発行 ISBN 978-4091417985
- 6巻　2015年2月27日発行 ISBN 978-4091418906

## 付録と掲載誌以外での展開

### 掲載誌における『わざぼー』の扱いの推移
『わざぼー』は連載開始（創刊号）から2008年3月号（第18号）まで掲載誌上で集中的に特集された。この期間は、カラーページでの掲載や豪華付録（玩具、特別編を収録した別冊の小冊子、DVDなど）、作者のサイン入りグッズを賞品とした読者参加型の企画が組まれた。これ以降の取り上げ方は落ち着くが、翌5月号（第14号）にて告知される『コロコロイチバン!』公式サイトの開設に伴い、同サイト内に登場キャラクターを用いたミニゲームが公開され、雑誌の看板作品としてWEB上での宣伝がなされる。一方、連載開始時より続いた「わざぼーF.C.（ふぁんくらぶ）」が2009年7月号(第26号)で廃止。まんがの次の順番に掲載されたこのコーナーでは、登場キャラクターや物語の内容のまとめ、読者投稿はがきの紹介、付録のあそび方の説明、単行本発売の予告がされた。
別冊付録「コミックイチバン！」での掲載　2009年11月号(新1号)ｰ2010年9月号
2009年11月号より誌面が一新され、『わざぼー』など、一部のまんが作品が別冊ふろく「コミックイチバン!」に収録された。この形態での連載は2010年9月号まで続く。全6冊には１冊目より第〇号とナンバリングされ、第1号には作者・曽山一寿のインタビュー記事を収録、第3号は表紙を飾った。冊子を廃止した2010年11月号以降は再び本誌に掲載された。
(参考) 『わざぼー』雑誌連載中の付録と企画の一覧
記号の意味　扉C　扉がカラーページ、●　別添ふろく（玩具、DVD、小冊子など）、〇　綴込ふろく、▼　企画
| 雑誌情報     | 雑誌情報 | 雑誌情報 | 付録・企画の情報 | 付録・企画の情報                                                                     | 付録・企画の情報 |
| 通巻         | 年/月号  | 年/月号  | 扉               | 付録・企画の名称                                                                     | 備考 |
| ------------ | -------- | -------- | ---------------- | ------------------------------------------------------------------------------------ | --- |
| 1            | 2005     | 5        | C                |                                                                                      | |
| 2            | 2005     | 7        | C                | キョワキョワ特大わざぼーペン●                                                        | |
| 3            | 2005     | 9        | C                | わざぼーキラピカ!ディスク● わざぼー&オールキャラステッカー〇                         | ディスクはフライングディスクの意 |
| 4            | 2005     | 11       | C                | わざぼー究極わざ決定戦!!▼                                                            | |
| 5            | 2006     | 1        | C                | わざぼー&カメスケくん特大ジョイントパズル● 大長編わざぼースペシャルコミック●（別冊） | パズルは単行本1巻総扉の絵柄 別冊「おかしな2人組とわざぼー」を収録                                                                                              |
| 6            | 2006     | 3        | C                |                                                                                      | |
| 7            | 2006     | 5        | C                | ゲーム&スクープ冒険バトルDVD●                                                        | DVD副題“わざぼー「対決!! ウルフ山賊団」” |
| 8            | 2006     | 7        | C                | わざぼー&じーさん 合体わざアイデアコンテスト▼                                        | 第24回次世代ワールドホビーフェアに同趣旨の特設コーナー |
| 9            | 2006     | 9        | C                | わざぼー絵あわせルーレットペン● わざぼー 一発逆転！たから争奪スゴロク〇              | ペン、スゴロクいずれにも『じーさん』の絵柄がある 「わざぼーF.C」に合体わざアイデアコンテストの結果発表                                                         |
| 10           | 2006     | 11       |                  | わざぼーゲーム&カードファイル●                                                       | |
| 11           | 2007     | 1        | C                | わざぼー クイズゲームDVD●                                                            | DVD副題“スーパーギャグアドベンチャー ミスター・ズノーの大秘宝”、まんがページ増量 “曽山先生サイン&イラスト付き鳥取県金持ち神社公認開運たからばこ”（懸賞の賞品） |
| 12           | 2007     | 3        | C                | わざぼー ぶっとび わざコプター● わざぼー全キャラ大集合ポスター〇                     | |
| 13           | 2007     | 5        |                  | とびだす！3Dギャグイチバン!●（別冊）                                                 | 別冊「無限の攻撃とわざぼー」を収録 |
| 14           | 2007     | 7        | C                |                                                                                      | |
| 15           | 2007     | 9        | C                |                                                                                      | |
| 16           | 2007     | 11       | C                | 超ロングコミック〈外伝〉わざぼー●                                                    | 「わざぼー外伝 わざぼー使い3か条」を収録 |
| 17           | 2008     | 1        |                  |                                                                                      | |
| 18           | 2008     | 3        | C                | 計200名に当たる!トリプル銀はがし（①わざぼー②ポケモンバトリオ③ヤッターマン）〇        | |
| ※※※以下略※※※ |          |          |                  |                                                                                      | |

### 掲載誌以外での展開
「絶体絶命でんぢゃらすじーさん」関連
- 『絶体絶命でんぢゃらすじーさん』16巻　「わざぼーじゃ!」　-『わざぼー』の単行本が全然売れていないことをネタにした
- DS専用ソフト『絶体絶命でんぢゃらすじーさんDS〜でんぢゃらすセンセーション〜』に技々みみみとわざぼーが登場
- 3DS専用ソフト『でんぢゃらすじーさんと1000人のお友だち邪』（2012年11月発売）にVIPお友だちとして技々みみみと技々ももタローが登場

その他
- 3DS専用ソフト『テンカイナイト ブレイブバトル』（2014年9月発売）に武器としてわざぐぅが登場

## その他
- 『わざぼー』は『コロコロイチバン!』では「摩訶不思議アクションギャグわざぼー」の題名で掲載
- 第7号、第11号の付録DVDにてアニメーションが作られている（アニメーション制作：六面堂）。
- 『絶体絶命でんぢゃらすじーさん』の16巻、17巻の作者紹介ページでの代表作に「わざぼー」の名前が掲載されていたが、「わさぼー」と誤表記されていた。また、コロコロイチバン第27号のファンレターの宛先にも同様の誤記があった。